# Sint-Antonius van Paduakerk (Bleijerheide)
De Sint-Antonius van Paduakerk is een kerkgebouw in Bleijerheide in de gemeente Kerkrade in de Nederlandse provincie Limburg.
De kerk is gewijd aan Antonius van Padua.

## Geschiedenis
In 1930 werd de kerk gebouwd naar het ontwerp van Alphons Boosten uit Maastricht.
Sinds 2001 is het kerkgebouw een rijksmonument.

## Opbouw
Het kerkgebouw is een georiënteerde kruiskerk en bestaat uit een driebeukig schip met zes traveeën, een viering, een vijfhoekige apsis en een toren op de plaats van de meest westelijke travee van de noordelijke zijbeuk. De toren heeft een naaldspits. De zijbeuken hebben topgevels en de kerk is voorzien van spitsboogvensters. Het schip wordt gedekt door een zadeldak en de twee dwarsbeuken door lagere zadeldaken. Voor de plint van de frontgevel en de toren heeft men tufsteen gebruikt, de rest van de kerk is opgetrokken uit baksteen.